# هيو ديفيد بلاك
هيو ديفيد بلاك (بالإنجليزية: Hugh David Black)‏ هو ضابط أمريكي، ولد في 29 يونيو 1903 في أوراديل في الولايات المتحدة، وتوفي في 28 فبراير 1942.